# Consola de joc
Una consola de joc o videoconsola és un dispositiu electrònic dissenyat per a jugar a videojocs o jocs electrònics. Generalment el dispositiu de sortida és un televisor o un monitor d'ordinador. El dispositiu d'entrada principal és un controlador.
Els videojocs poden ser en cartutxs de plàstic que protegixen una placa amb xips en els quals s'emmagatzema el videojoc en si, o també en disquet, targetes, CD o DVD, aquests dos últims formats òptics d'emmagatzemament són els que definitivament pareixen haver-se imposat actualment en les anomenades consoles de sobretaula, si bé la tendència sembla a l'abandó del disc estàndard, dvd o cd, per a altres discs per tal de dificultar la pirateria, com el cas de GameCube. El 2002, el format cartutx s'utilitza bàsicament per a consoles portàtils, mentre que per a les consoles normals s'utilitzen els dos últims formats de disc.
Des de la setena generació, les tres empreses que es disputen el mercat de sobretaula són Microsoft, Nintendo i Sony.

## Història
En la Indústria dels videojocs, les videoconsoles han estat classificades en diferents generacions. Aquesta classificació la determina el seu temps de llançament i la tecnologia existent. Les empreses fabricadores llancen una nova consola en determinat temps (que pot variar entre 5 o 6 anys). D'altra banda, algunes generacions estan assenyalades per un nombre determinat de bits, (de la segona generació fins a la sisena generació). Les primeres videoconsoles que van aparèixer en el mercat eren tots els models amb processador de 8 bits. A partir de la tercera generació alguns fabricants ja presentaven equipaments de 16 bits. A partir d'aquesta quantitat, van anar eixint les generacions següents de consoles. Una consola de generació superior no ha de posseir necessàriament un processador de bus de dades de més bits, al contrari de la creença popular que pensa que cada generació dobla el nombre de l'anterior, ja que la potència d'un processador és determinat no solament pel seu ample de bus sinó per la seva estructura i velocitat. En les videoconsoles de generació recent ja no solament importa la potència de la unitat CPU sinó també el processador digital GPU que és el processador encarregat del maneig de gràfics en la consola. Cada peça té una certa quantitat bits i velocitats. La primera videoconsola portàtil va ser la Game Boy l'any 1987.

## Mercat
La sisena generació de consoles (també anomenada "l'era dels 128 bits") comença a final del segle xx. La primera consola d'aquesta generació va ser la Sega Dreamcast, llançada al Japó el 27 de novembre de 1998, seguida per la que fou la més gran reeixida comercial: la Playstation 2 de Sony, apareguda l'any 2000.
A mitjan 2008, tres empreses es disputaven el mercat de videoconsoles de sobretaula (Microsoft amb la seva Xbox 360, Nintendo amb la Wii i Sony amb la seva PlayStation 3). D'altra banda, en el mercat portàtil es disputaven majoritàriament dues empreses (Nintendo amb Nintendo DS i Sony amb la seva PlayStation Portable).

## Llista de videoconsoles
|    | A.   | consola                 |
| -- | ---- | ----------------------- |
| 9a | 2020 | Xbox Series             |
| 9a | 2020 | PlayStation 5           |
| 9a | 2022 | Playdate                |
| 9a | 2022 | Steam Deck              |
| 9a | 2025 | Switch 2                |
| 8a | 2017 | Switch                  |
| 8a | 2013 | M.O.J.O.                |
| 8a | 2013 | PlayStation 4           |
| 8a | 2013 | Ouya                    |
| 8a | 2011 | PS Vita                 |
| 8a | 2011 | 3DS                     |
| 8a | 2013 | Xbox One                |
| 8a | 2012 | Wii U                   |
| 7a | 2006 | Nintendo Wii            |
| 7a | 2010 | OnLive                  |
| 7a | 2010 | Pandora                 |
| 7a | 2009 | Zeebo                   |
| 7a | 2005 | Game Wave               |
| 7a | 2005 | PSP                     |
| 7a | 2006 | EVO                     |
| 7a | 2005 | GP2X                    |
| 7a | 2004 | Nintendo DS             |
| 7a | 2007 | V.Smile Pro             |
| 7a | 2006 | PlayStation 3           |
| 7a | 2006 | HyperScan               |
| 7a | 2005 | Gizmondo                |
| 7a | 2005 | Xbox 360                |
| 6a | 2001 | GP32                    |
| 6a | 2001 | GBA                     |
| 6a | 2000 | PlayStation 2           |
| 6a | 2000 | Nuon                    |
| 6a | 2003 | N-Gage                  |
| 6a | 2003 | Zodiac                  |
| 6a | 2004 | V.Smile                 |
| 6a | 2001 | GameCube                |
| 6a | 2002 | Xbox                    |
| 6a | 1998 | Dreamcast               |
| 5a | 1999 | WonderSwan              |
| 5a | 1998 | NG Pocket               |
| 5a | 1995 | Denshi Manga            |
| 5a | 1994 | PC-FX                   |
| 5a | 1994 | Playdia                 |
| 5a | 1993 | 3DO                     |
| 5a | 1994 | Sega Saturn             |
| 5a | 1994 | PlayStation             |
| 5a | 1995 | Virtual Boy             |
| 5a | 1995 | Casio Loopy             |
| 5a | 1996 | Nintendo 64             |
| 5a | 1996 | Apple Pippin            |
| 5a | 1995 | Sega Nomad              |
| 5a | 1993 | Amiga CD32              |
| 5a | 1993 | Atari Jaguar            |
| 5a | 1993 | Towns Marty             |
| 4a | 1991 | Philips CD-i            |
| 4a | 1990 | SNES                    |
| 4a | 1993 | Sega Pico               |
| 4a | 1990 | Neo Geo                 |
| 4a | 1989 | Game Boy                |
| 4a | 1990 | Game Gear               |
| 4a | 1989 | SuperGrafx              |
| 4a | 1988 | Mega Drive              |
| 4a | 1987 | PC Engine               |
| 4a | 1994 | TurboExpress            |
| 4a | 1990 | Gamate                  |
| 4a | 1993 | LaserActive             |
| 4a | 1992 | SuperVision             |
| 4a | 1989 | Atari Lynx              |
| 3a | 1983 | NES                     |
| 3a | 1985 | Master System           |
| 3a | 1990 | Amstrad GX4000          |
| 3a | 1990 | C64GS                   |
| 3a | 1989 | View-Master             |
| 3a | 1987 | WoW Action Max          |
| 3a | 1987 | XEGS                    |
| 3a | 1986 | Atari 7800              |
| 3a | 1983 | PV-1000                 |
| 2a | 1976 | VES Fairchild Channel F |
| 2a | 1977 | Atari 2600              |
| 2a | 1977 | Bally Astrocade         |
| 2a | 1977 | RCA Studio II           |
| 2a | 1978 | Philips Videopac G7000  |
| 2a | 1978 | OC-2000                 |
| 2a | 1978 | APF-M1000               |
| 2a | 1979 | Intellivision           |
| 2a | 1979 | Microvision             |
| 2a | 1980 | Game & Watch            |
| 2a | 1982 | Vectrex                 |
| 2a | 1982 | ColecoVision            |
| 2a | 1982 | Atari 5200              |
| 2a | 1982 | Home Arcade             |
| 2a | 1982 | CreatiVision            |
| 1a | 1972 | Overkal                 |
| 1a | 1975 | TV Master               |
| 1a | 1975 | Pong                    |
| 1a | 1976 | Telstar                 |
| 1a | 1976 | APF TV Fun              |
| 1a | 1977 | Color TV-Game           |

### 1a generació (1972-1977)

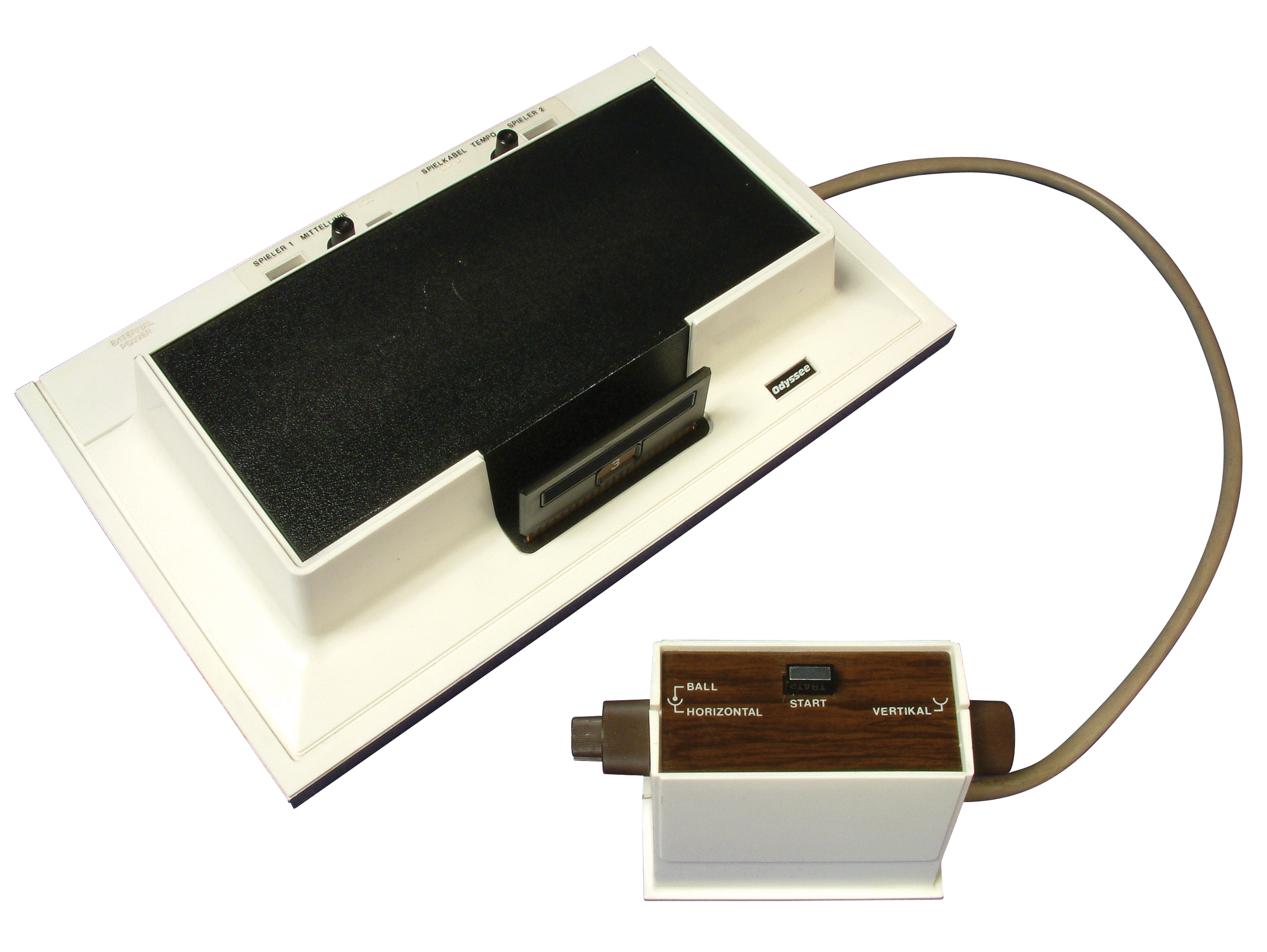
1972  Magnavox
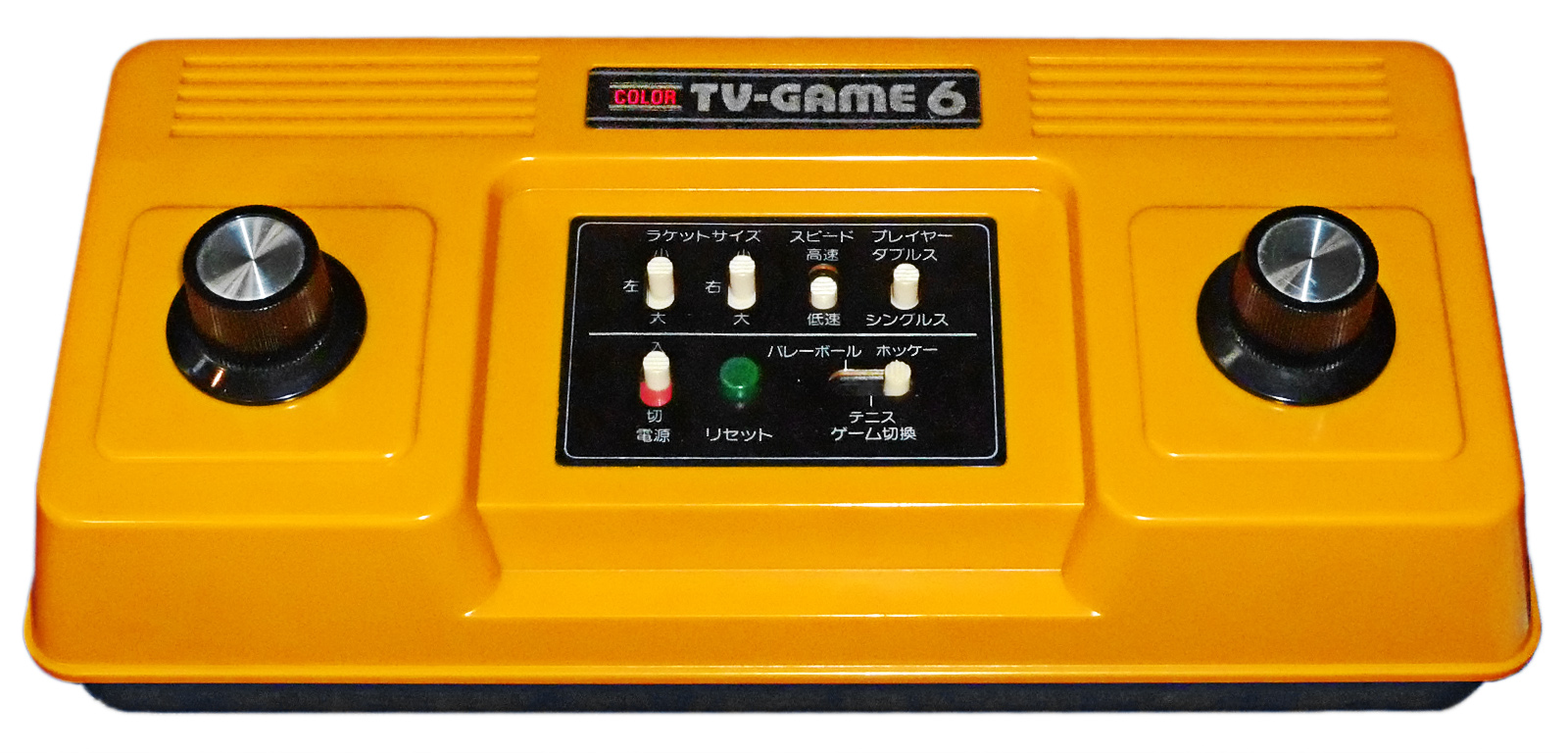
1977 Color TV-Game

### 2a generació (1976-1983)

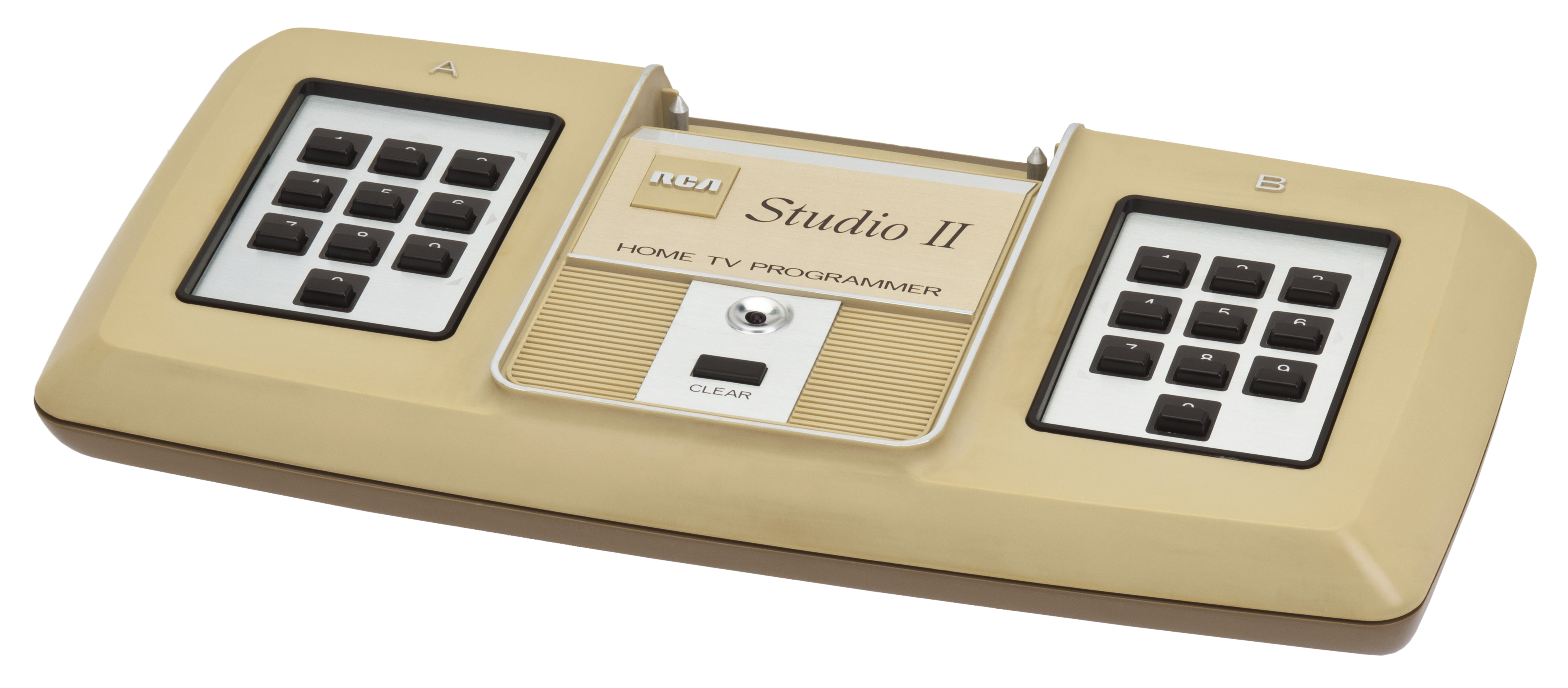
RCA Studio II
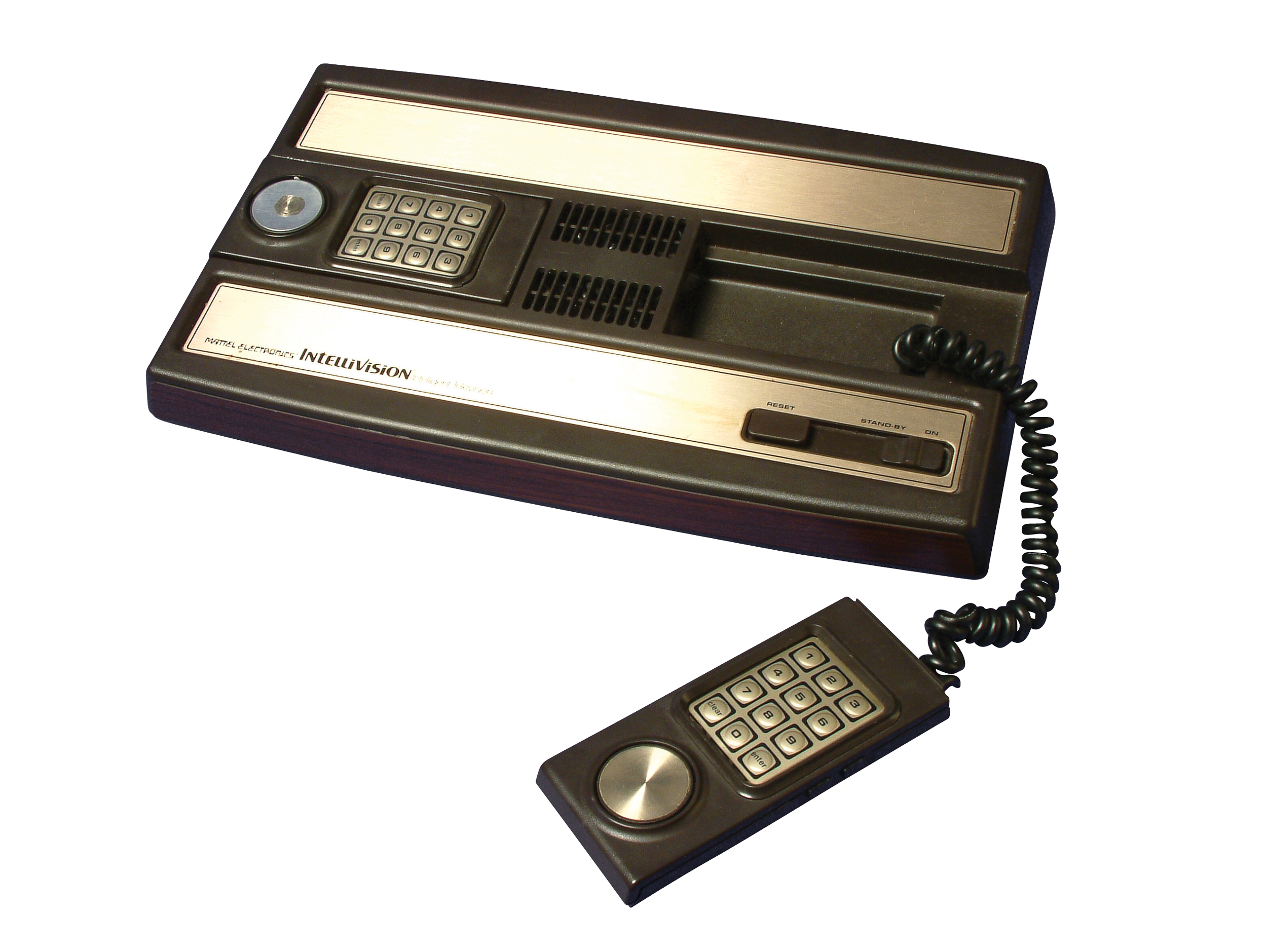
1979  Intellivision
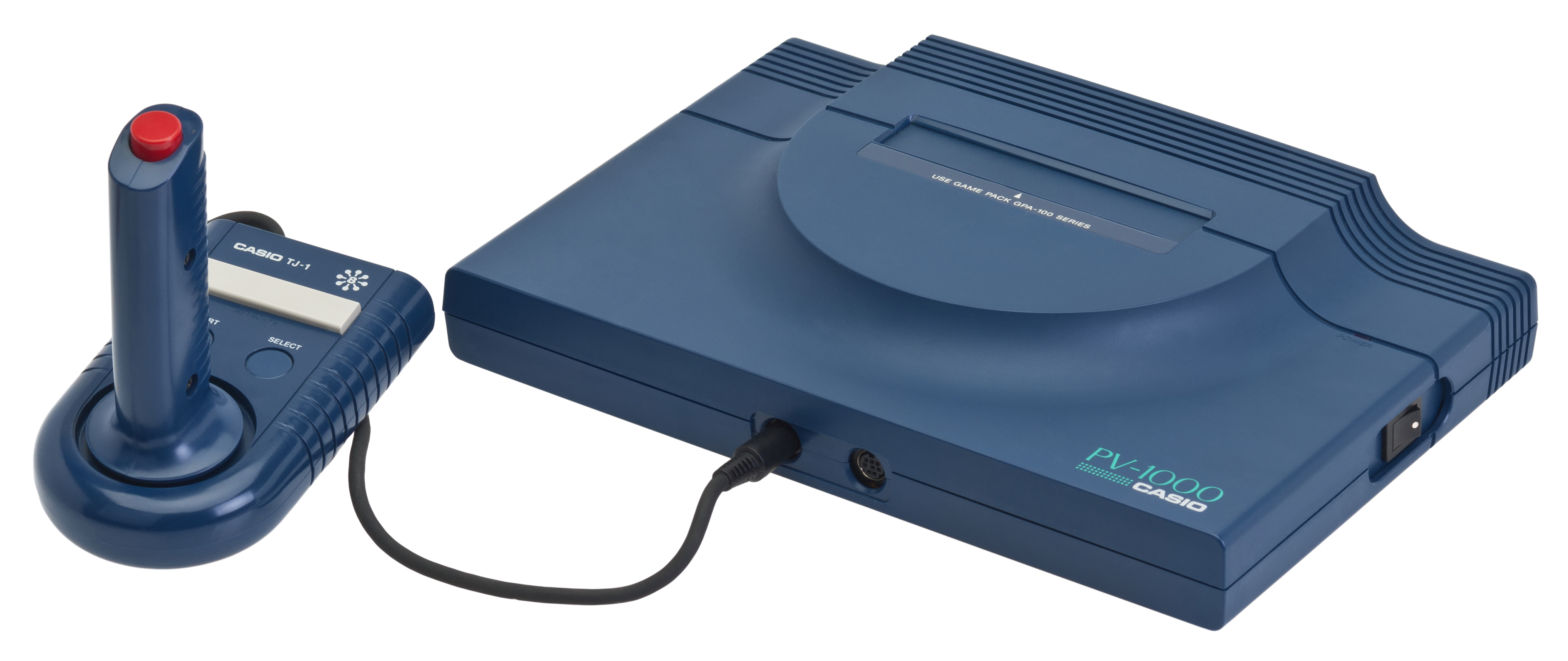
PV-1000
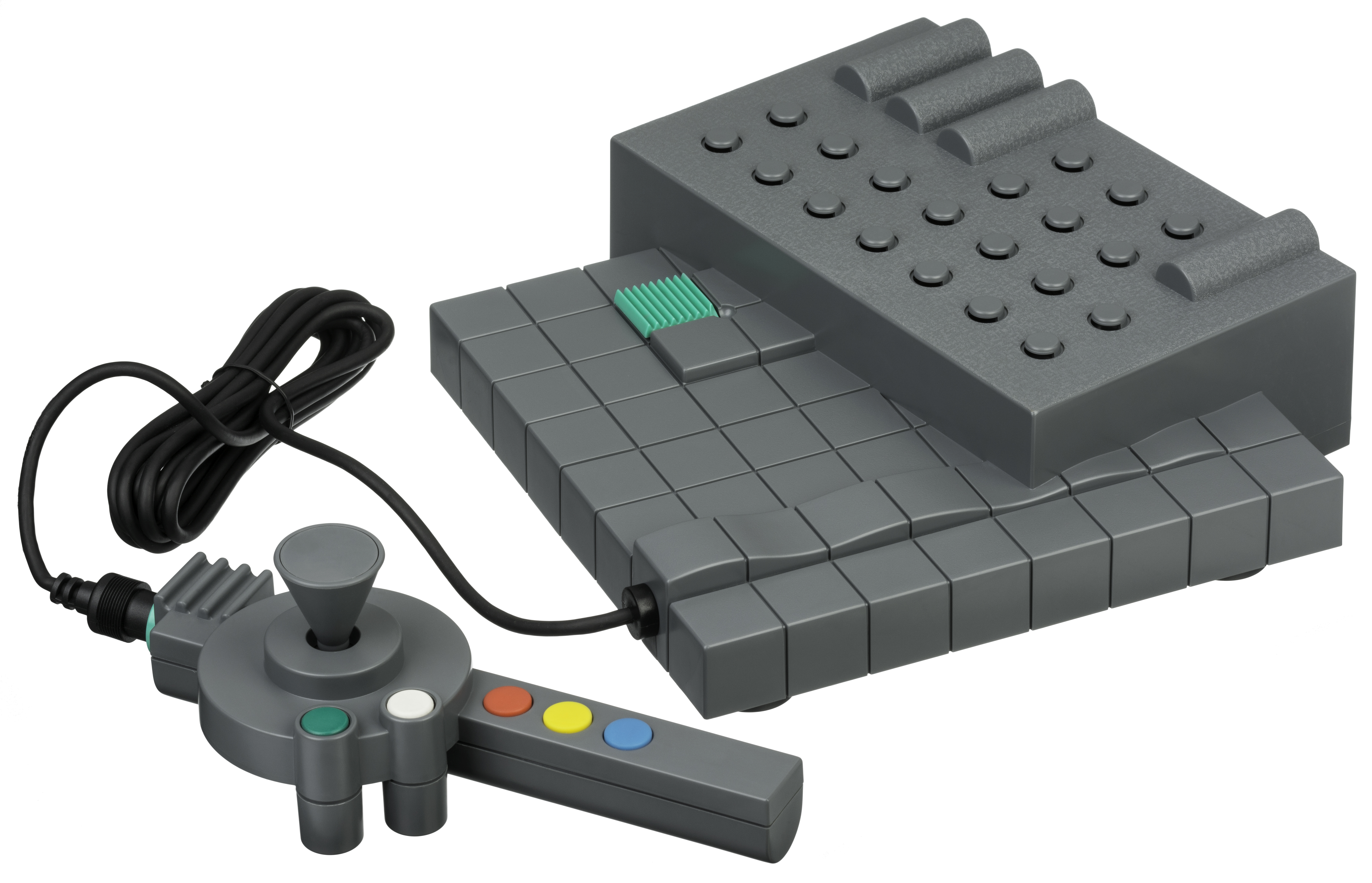
View-Master
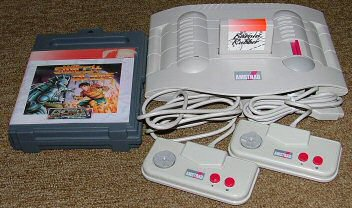
1990  GX4000
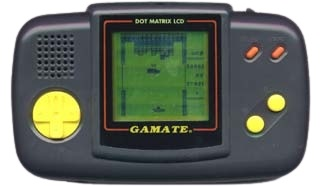
1990
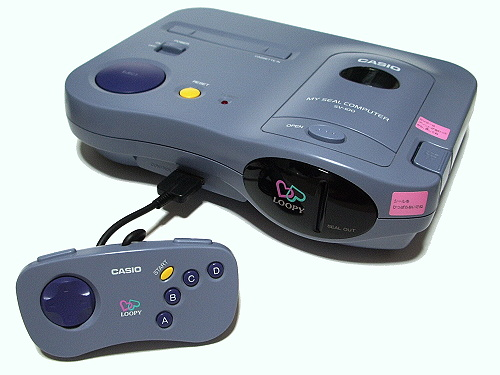
1995  Casio Loopy
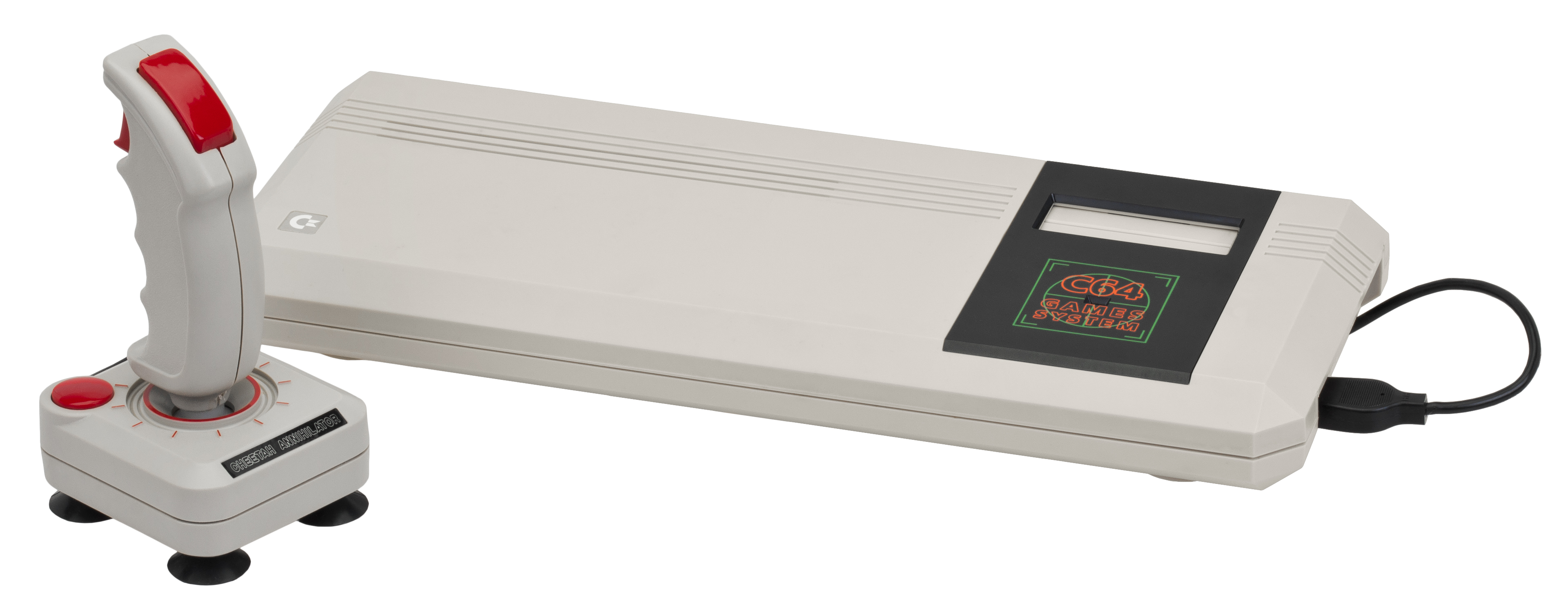
Commodore 64 GS
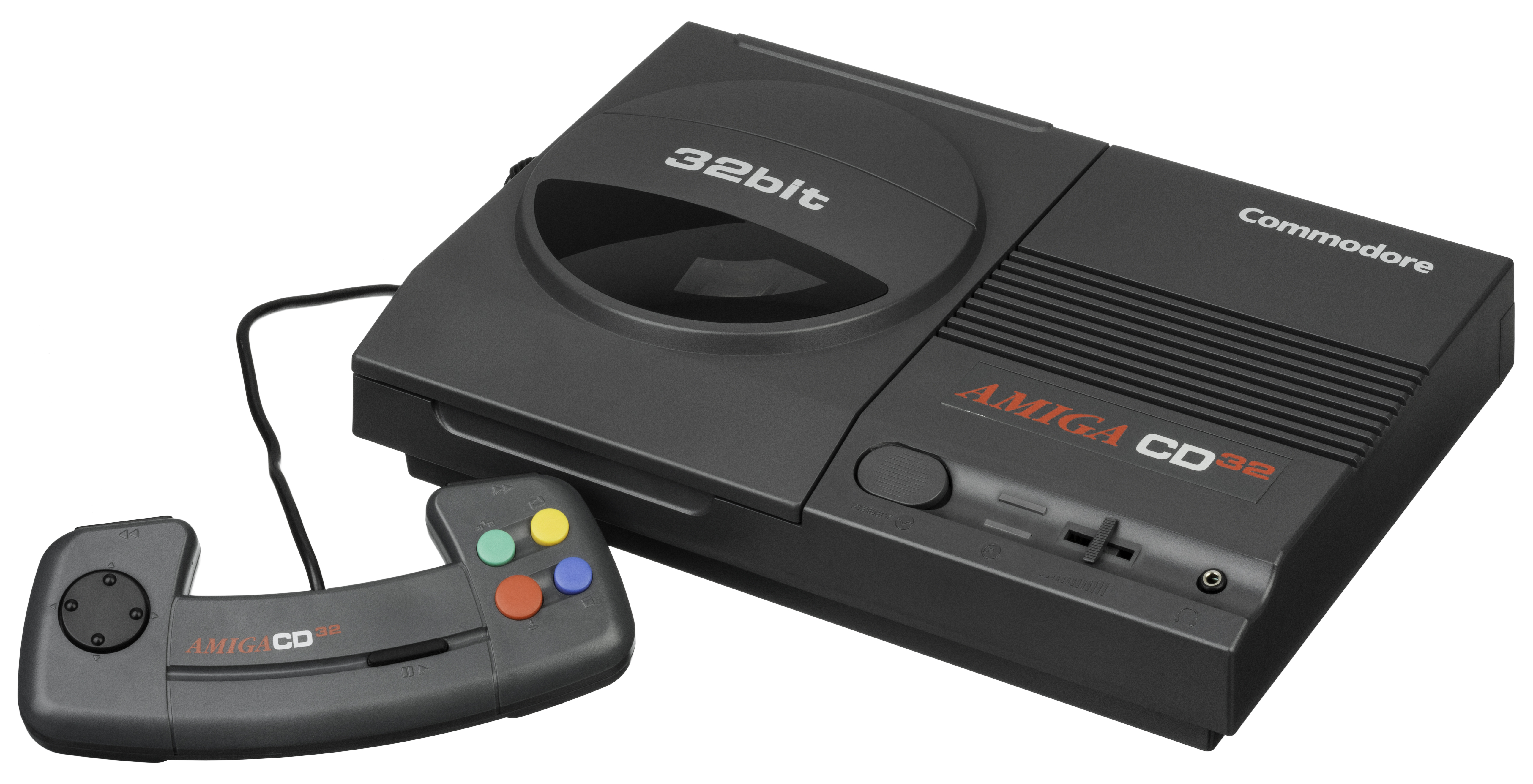
Amiga CD32
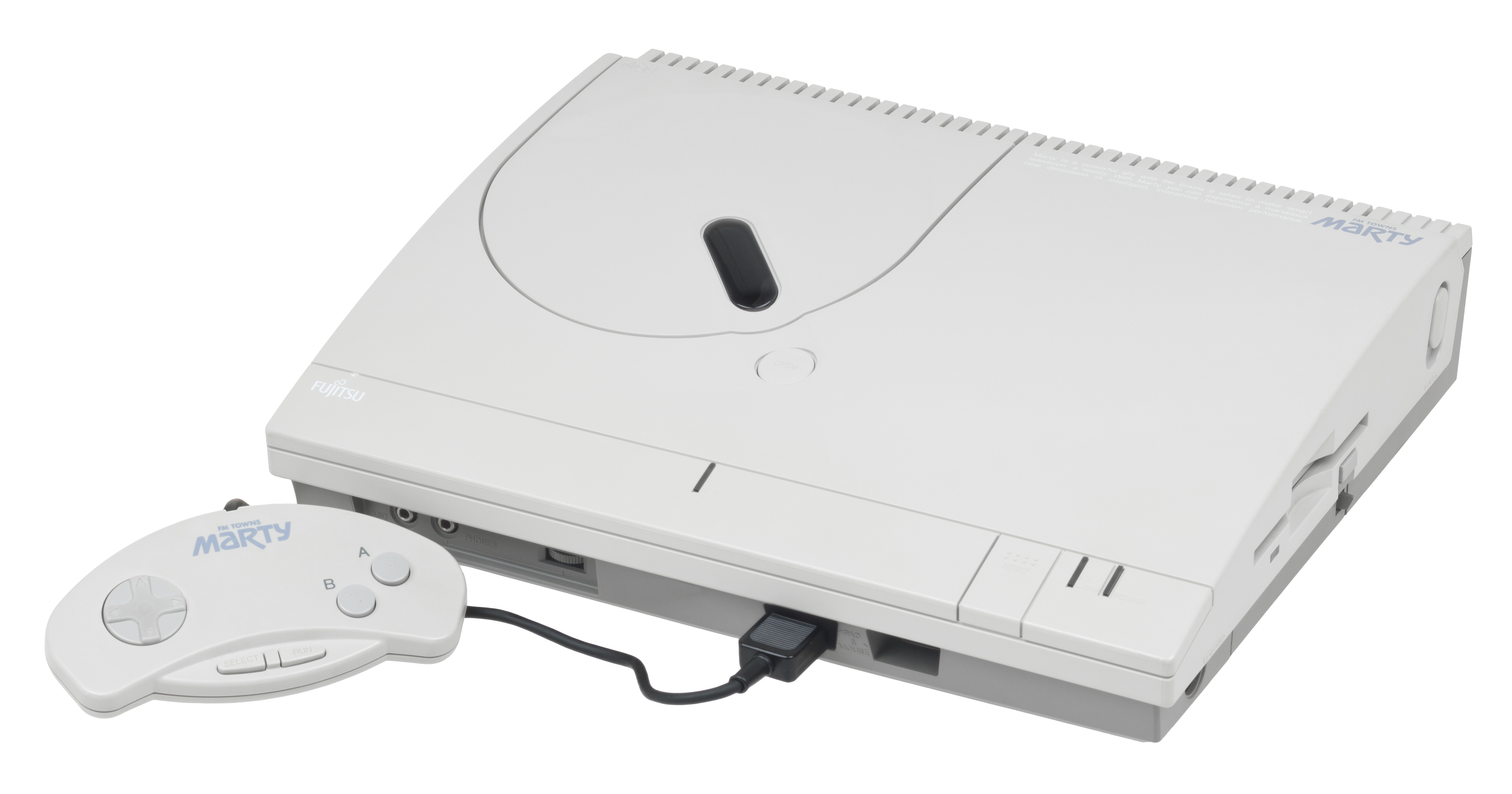
1993  Towns Marty
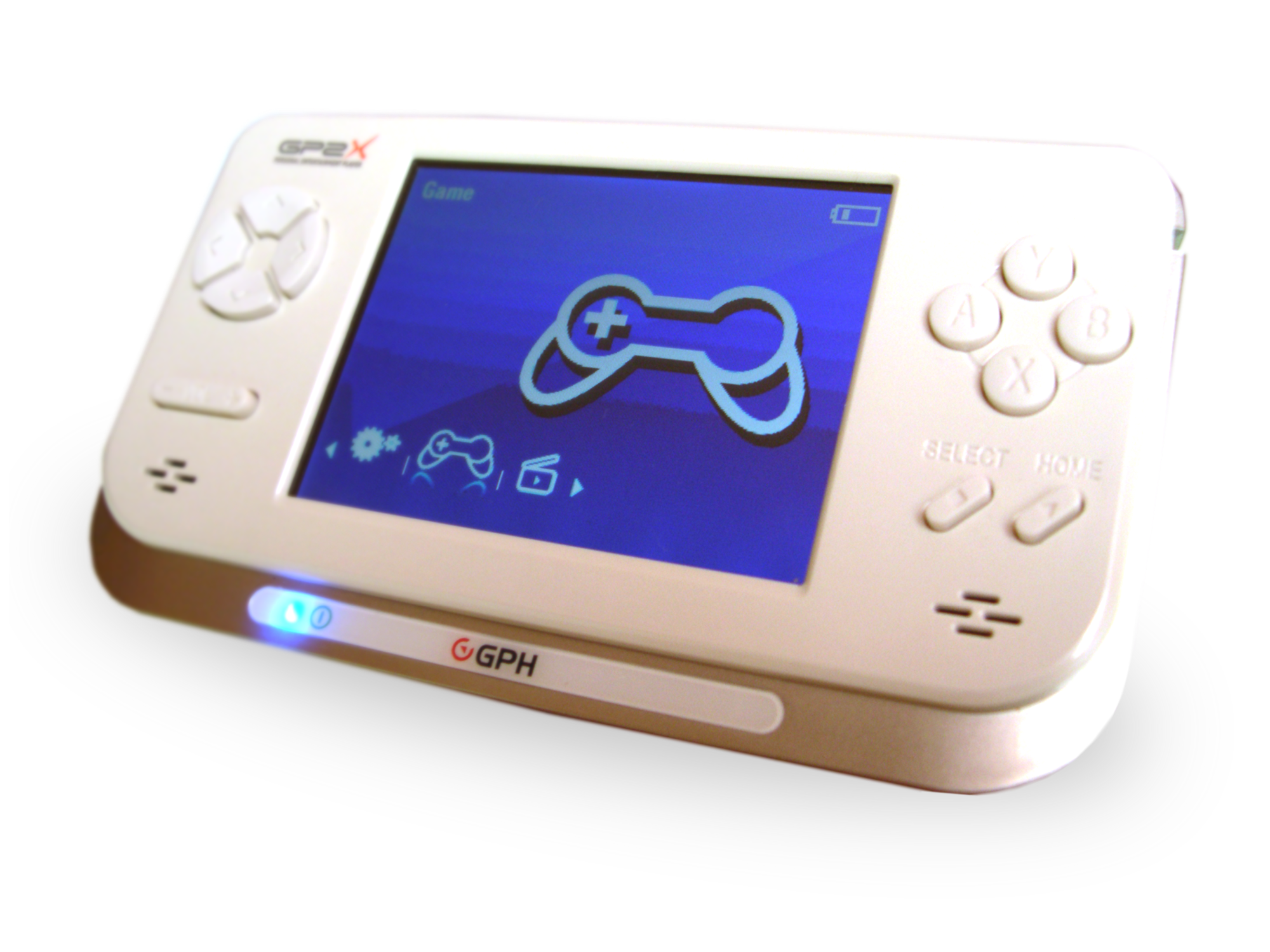
GP2X
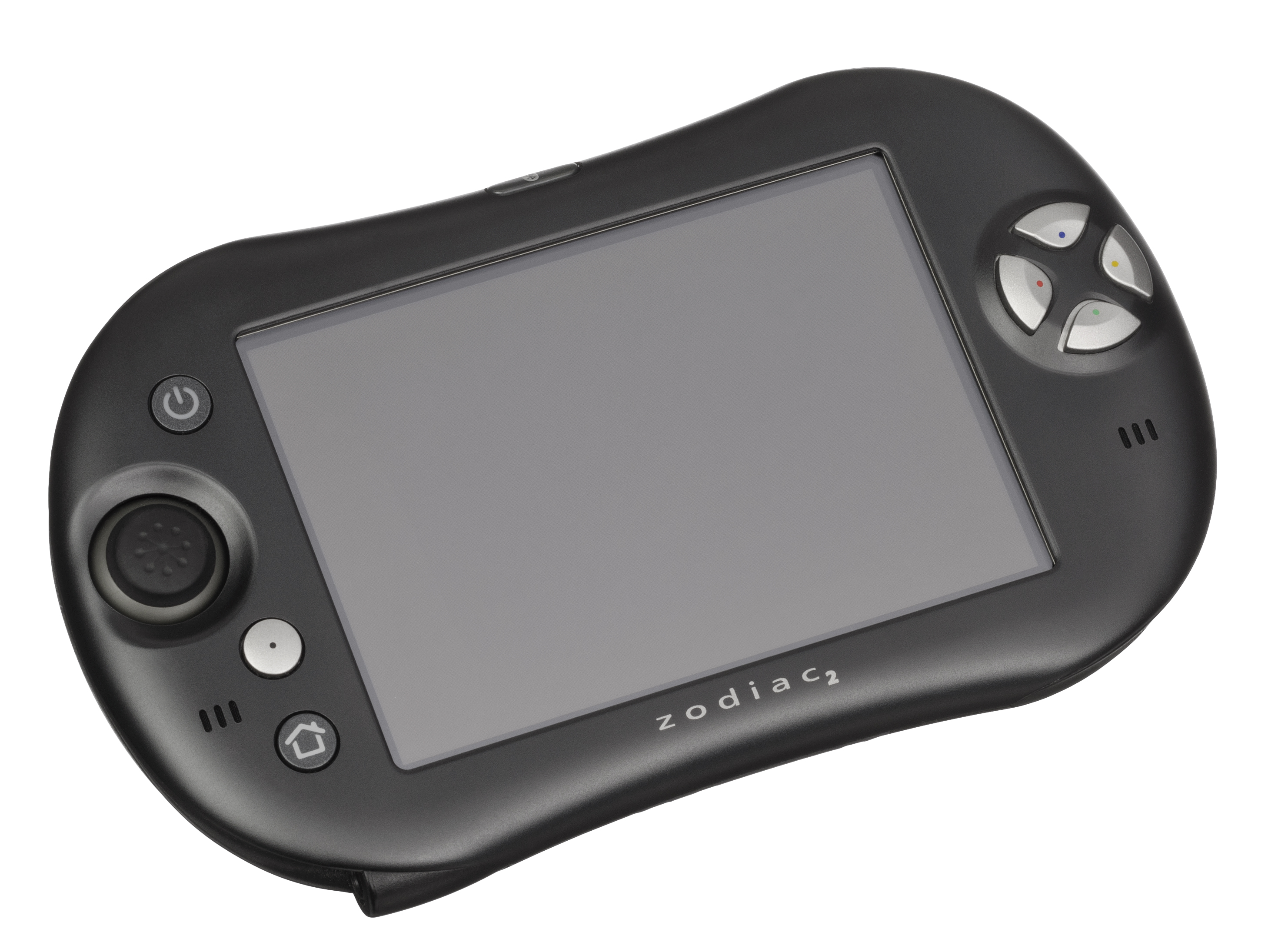
Tapwave Zodiac
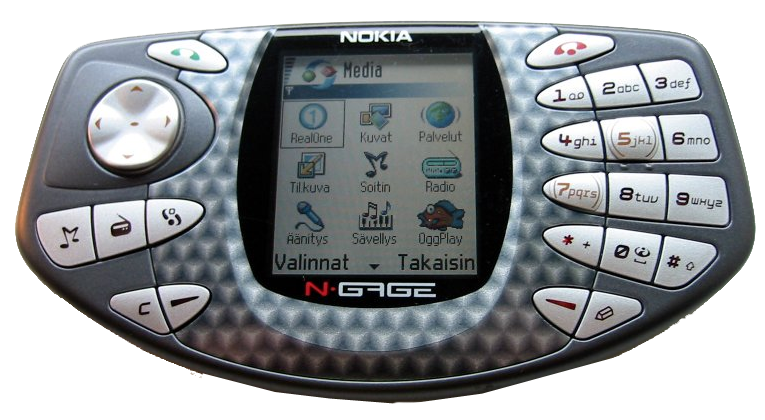
Nokia N-Gage
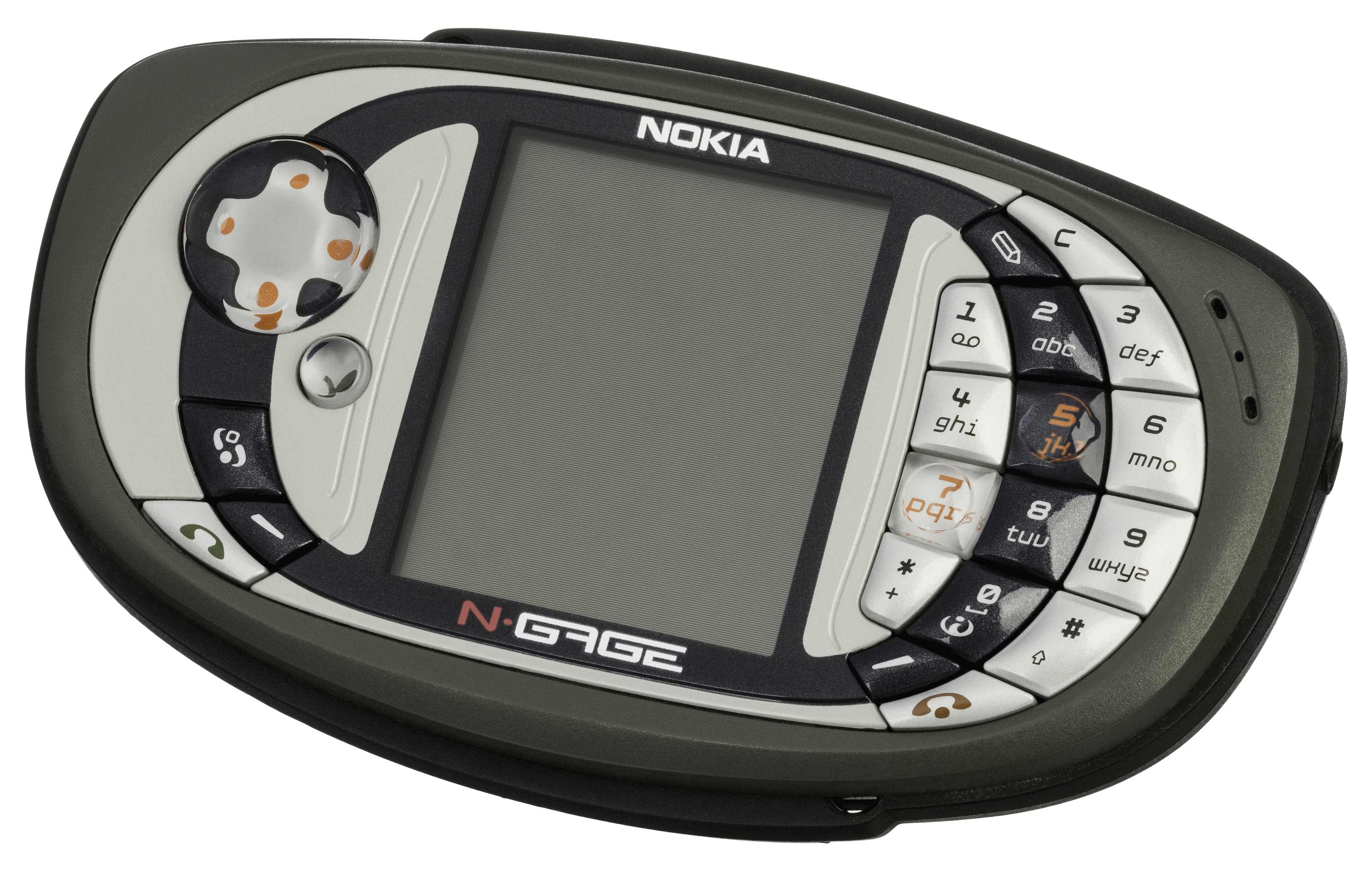
Nokia N-Gage QD
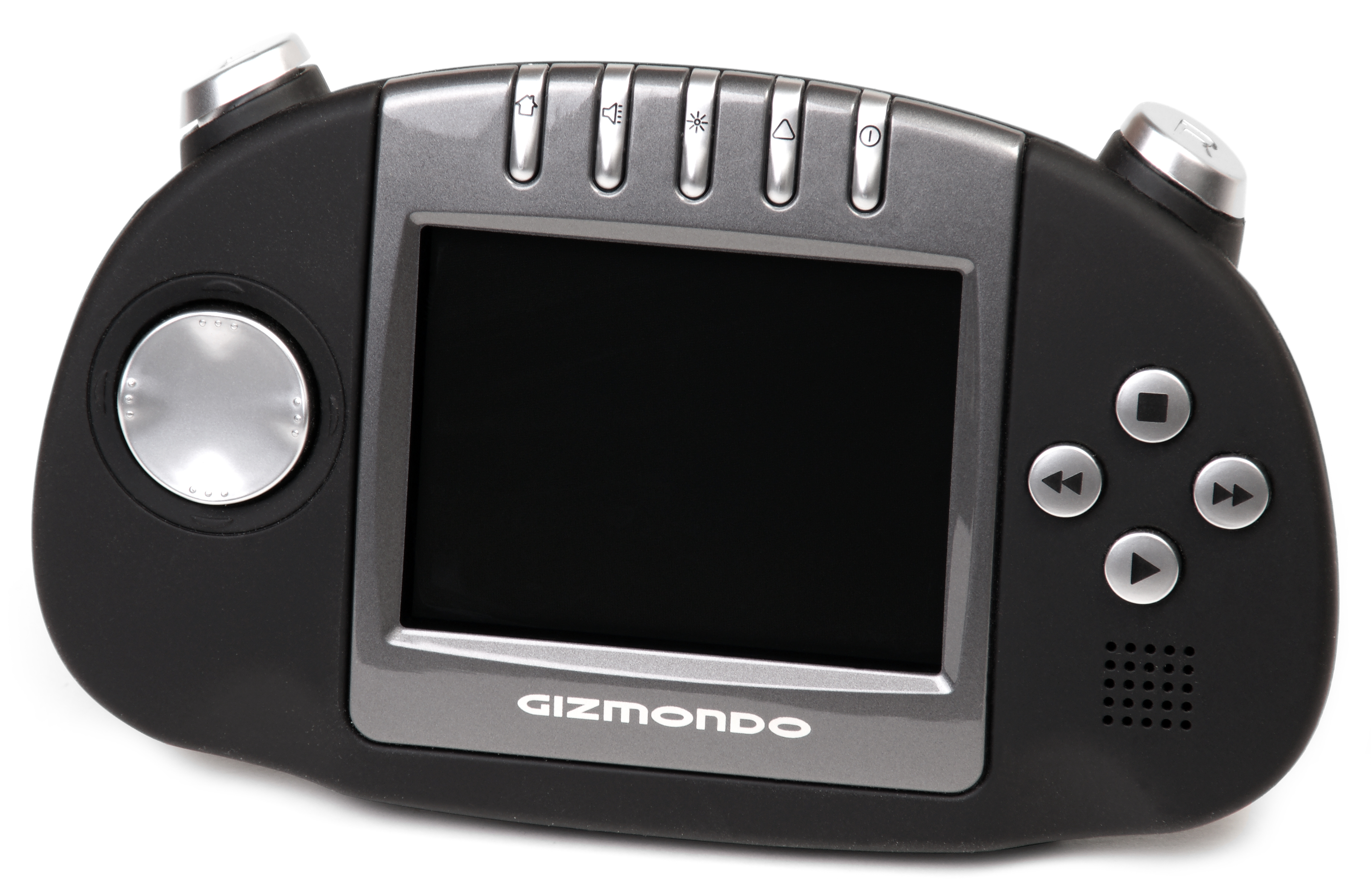
Tiger Gizmondo
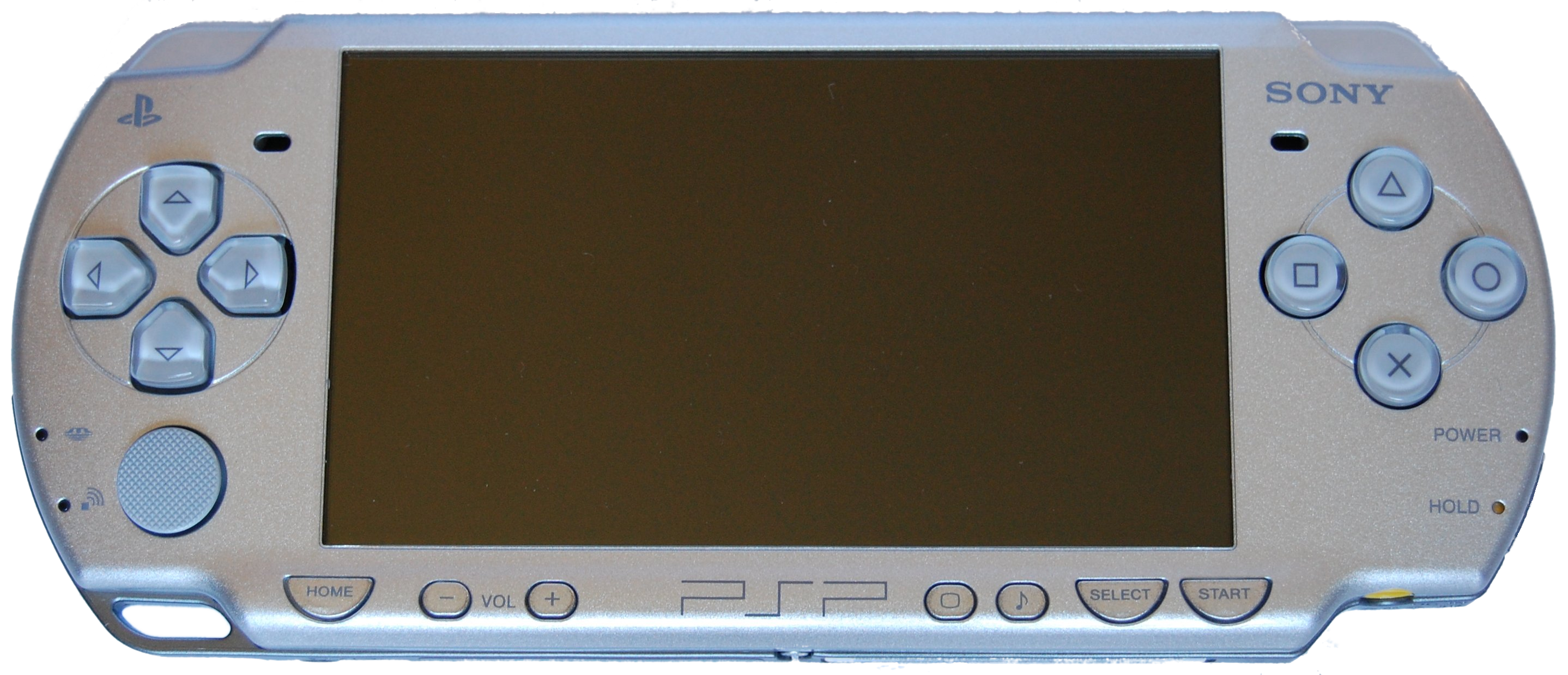
Sony PSP
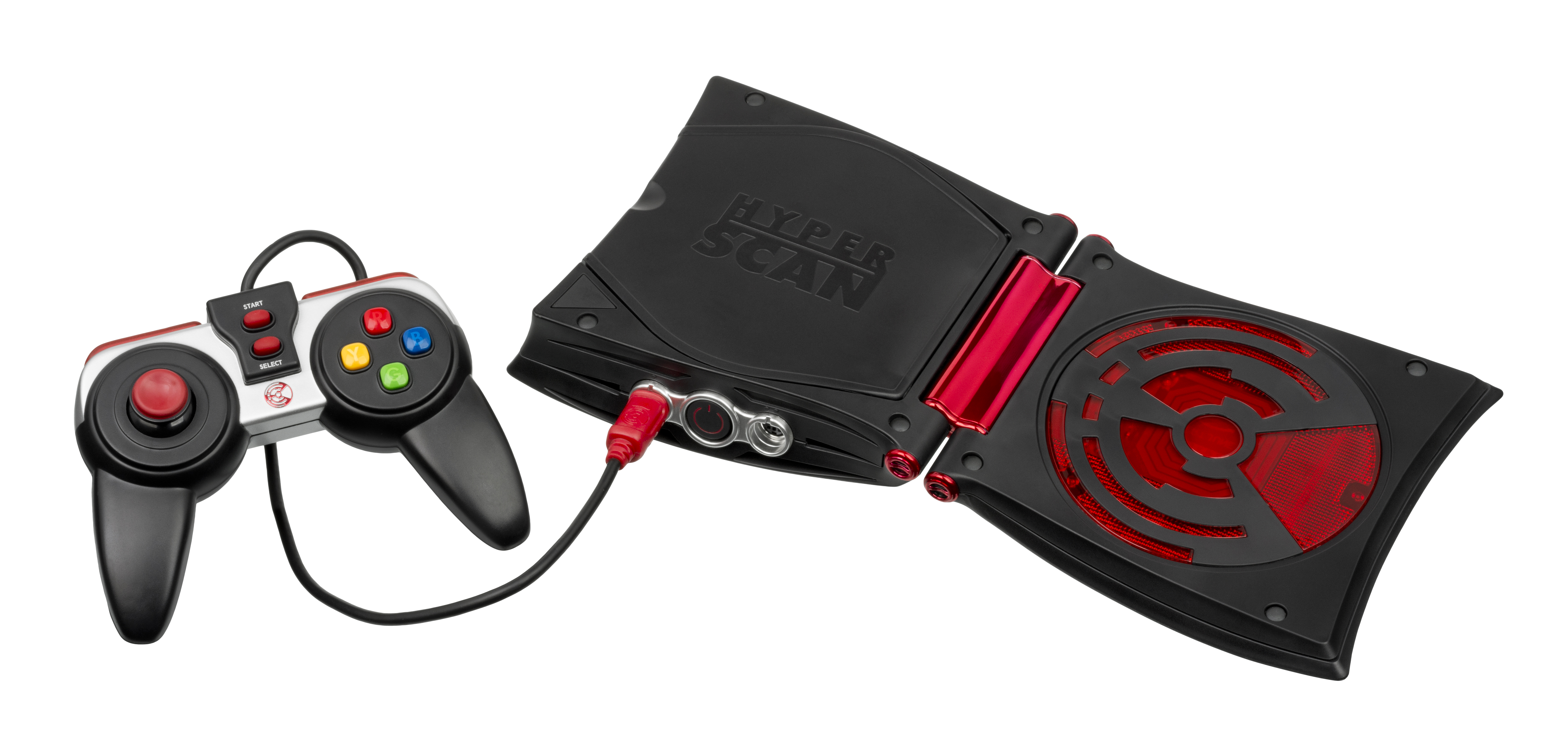
Hyperscan
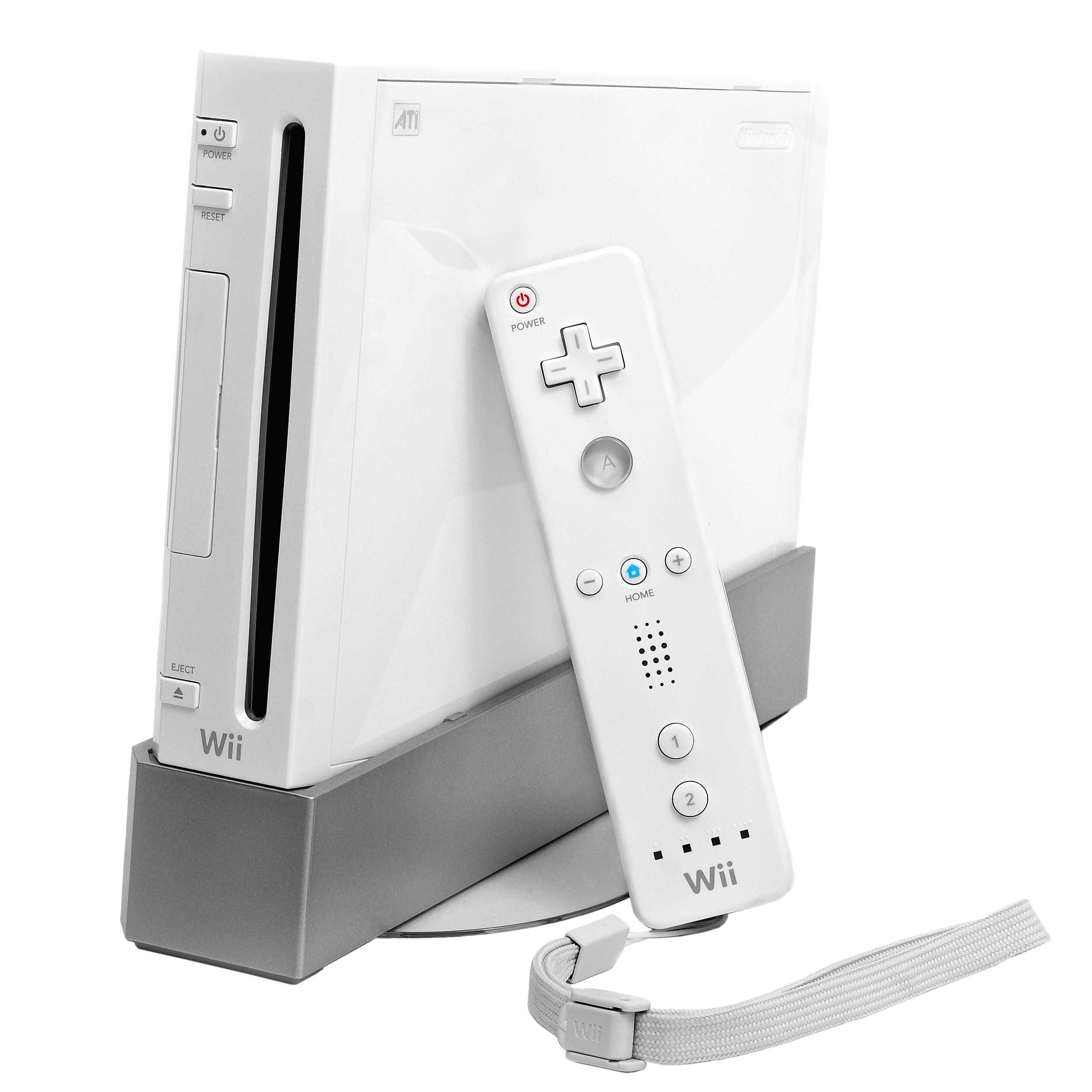
Wii
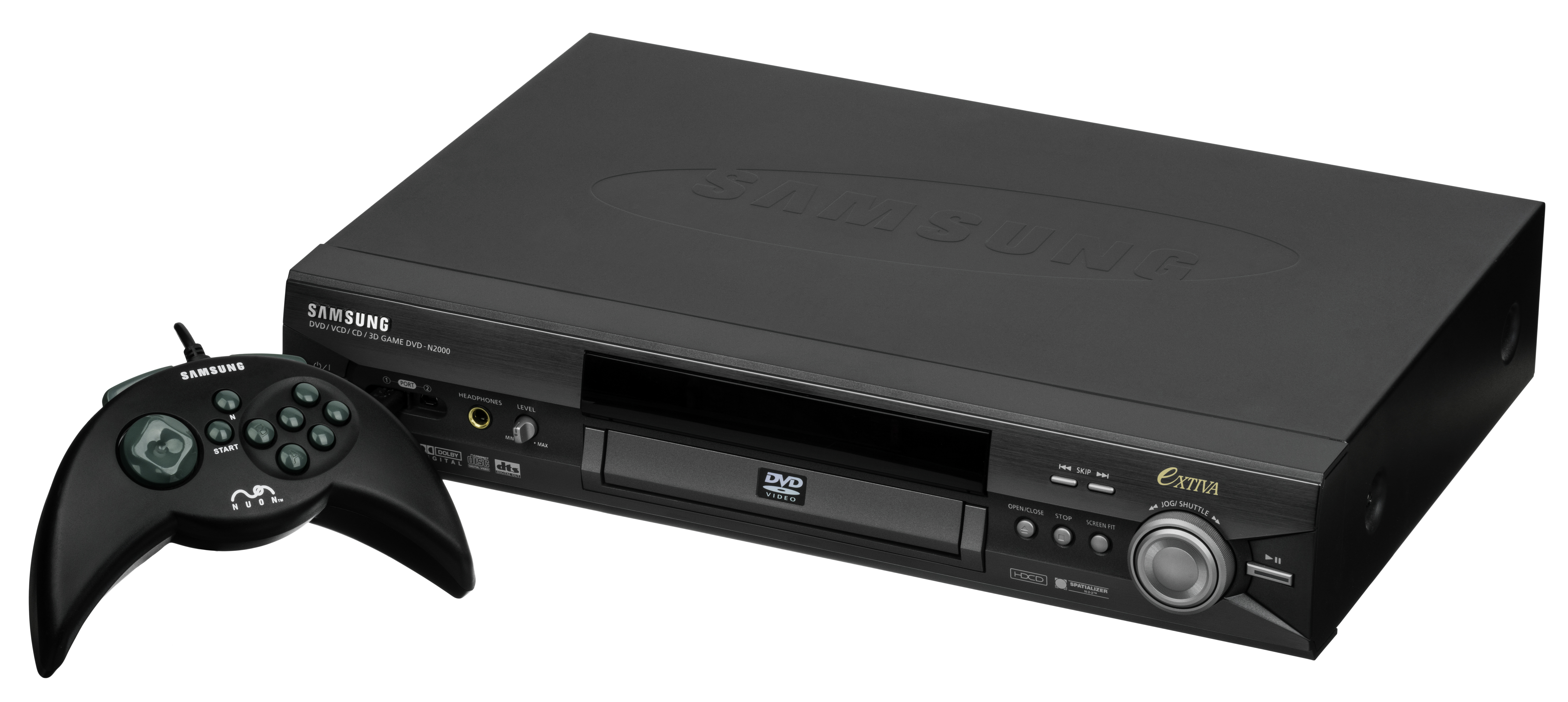
Nuon
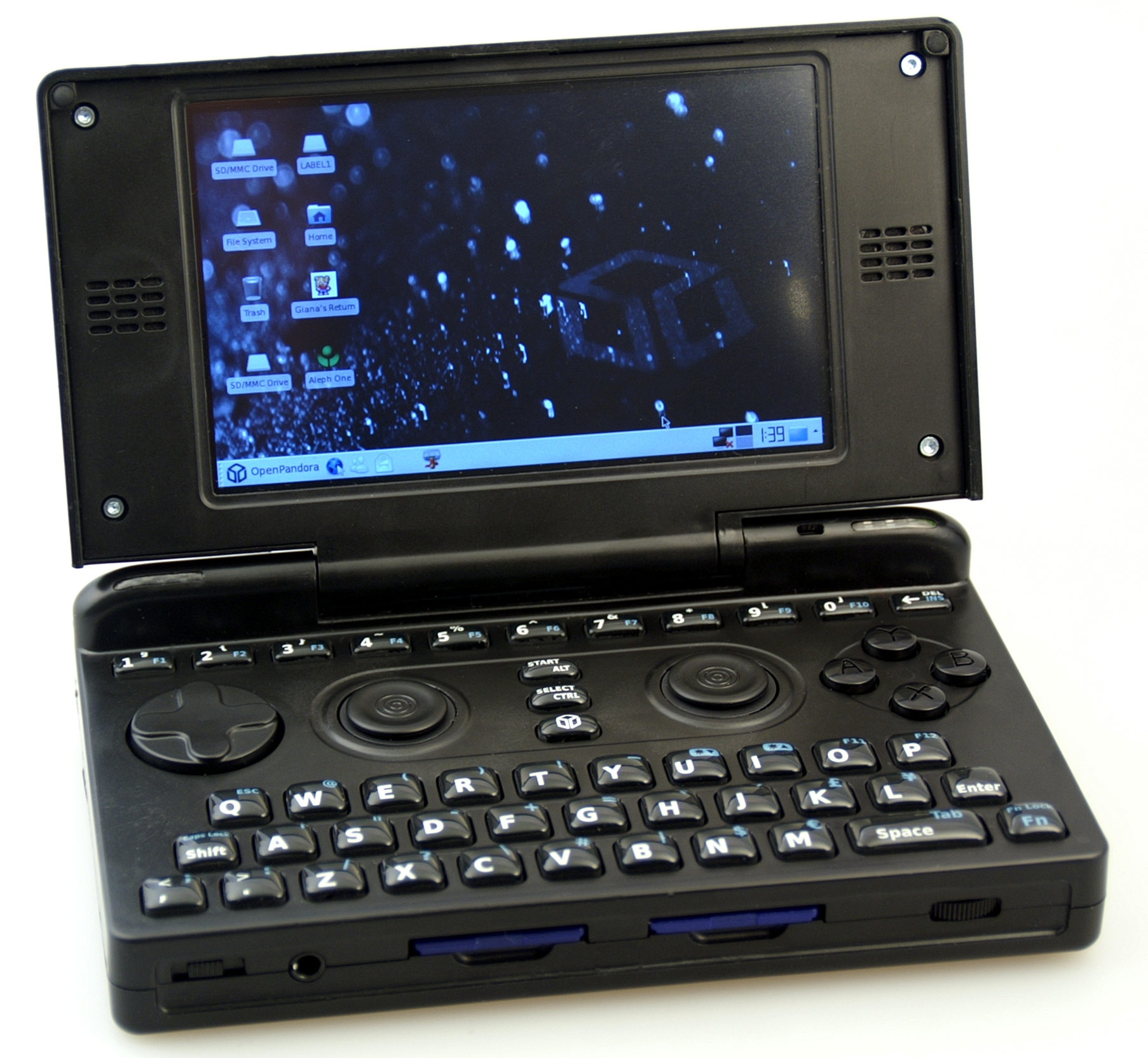
Pandora
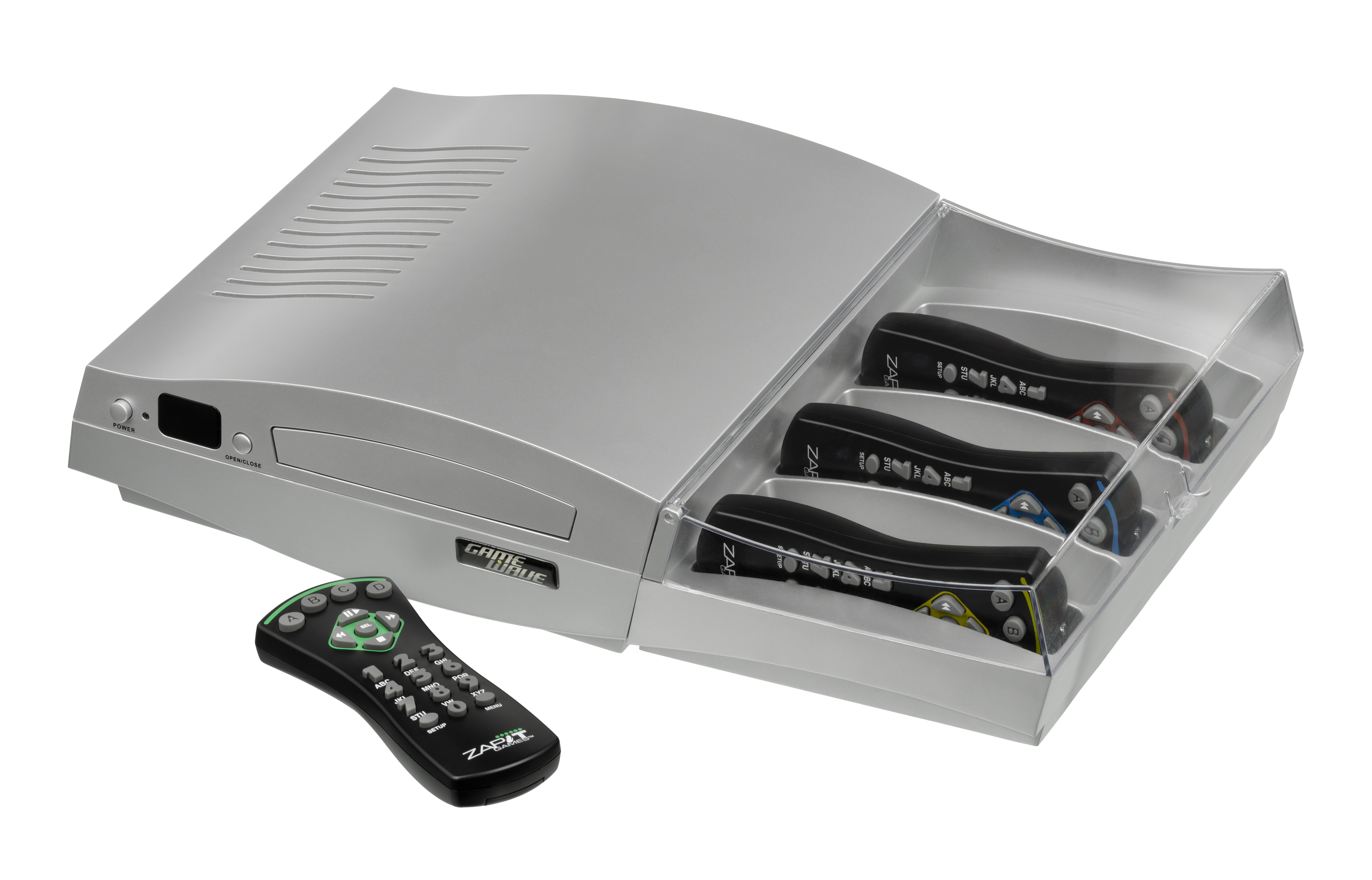
Game Wave
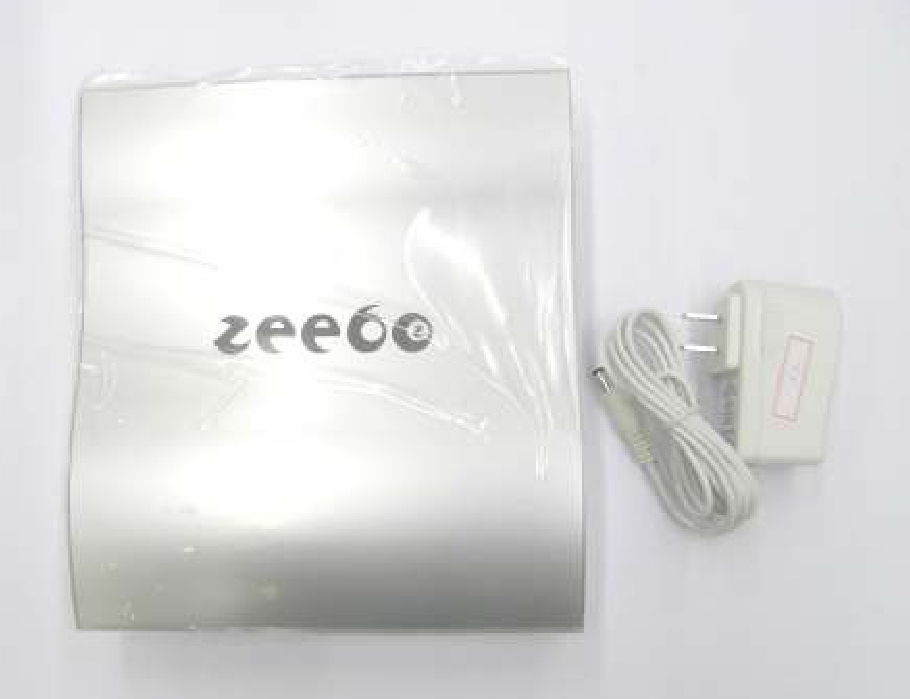
Zeebo
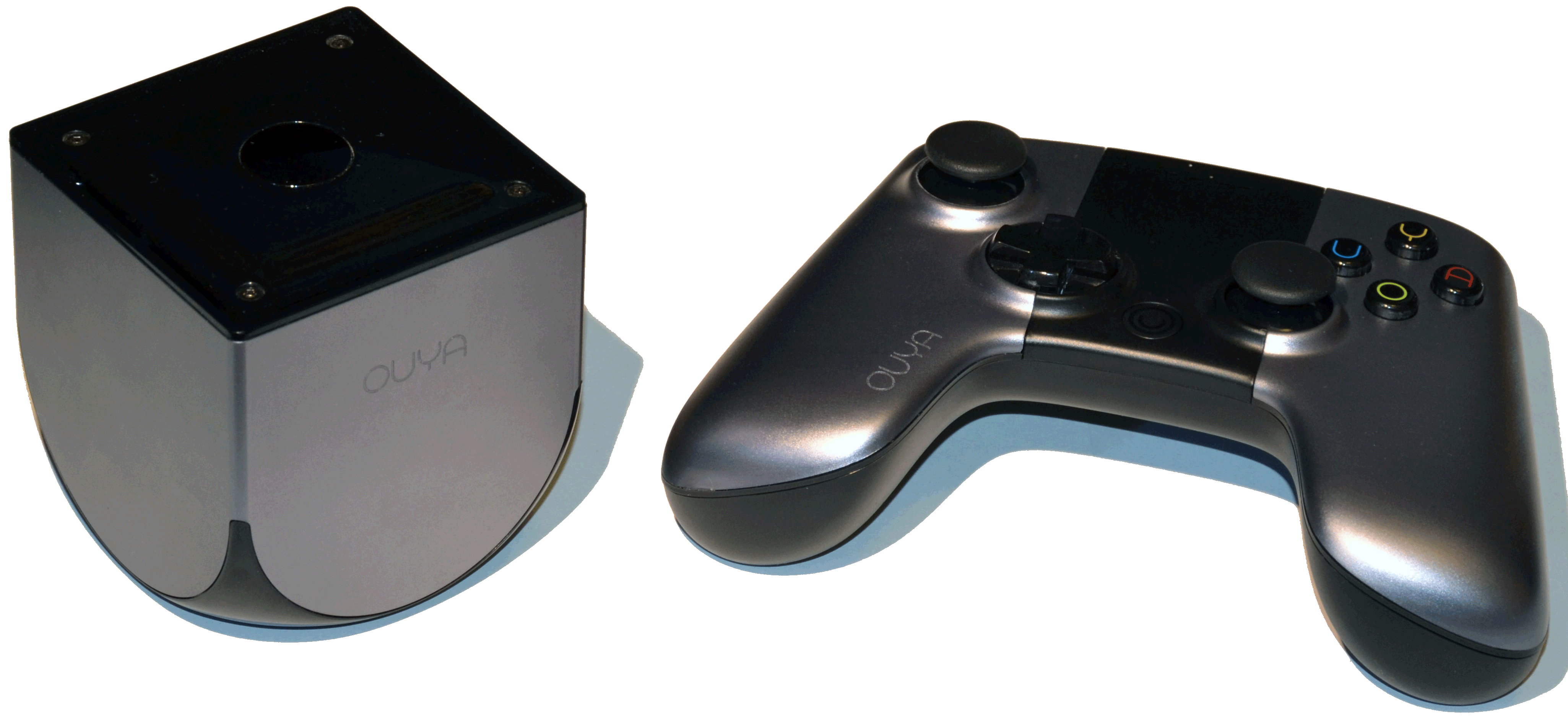
Ouya
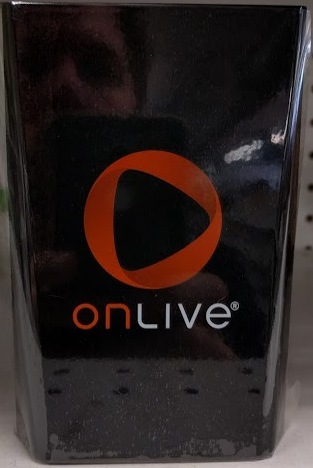
2010  2011

### 10a generació (?)

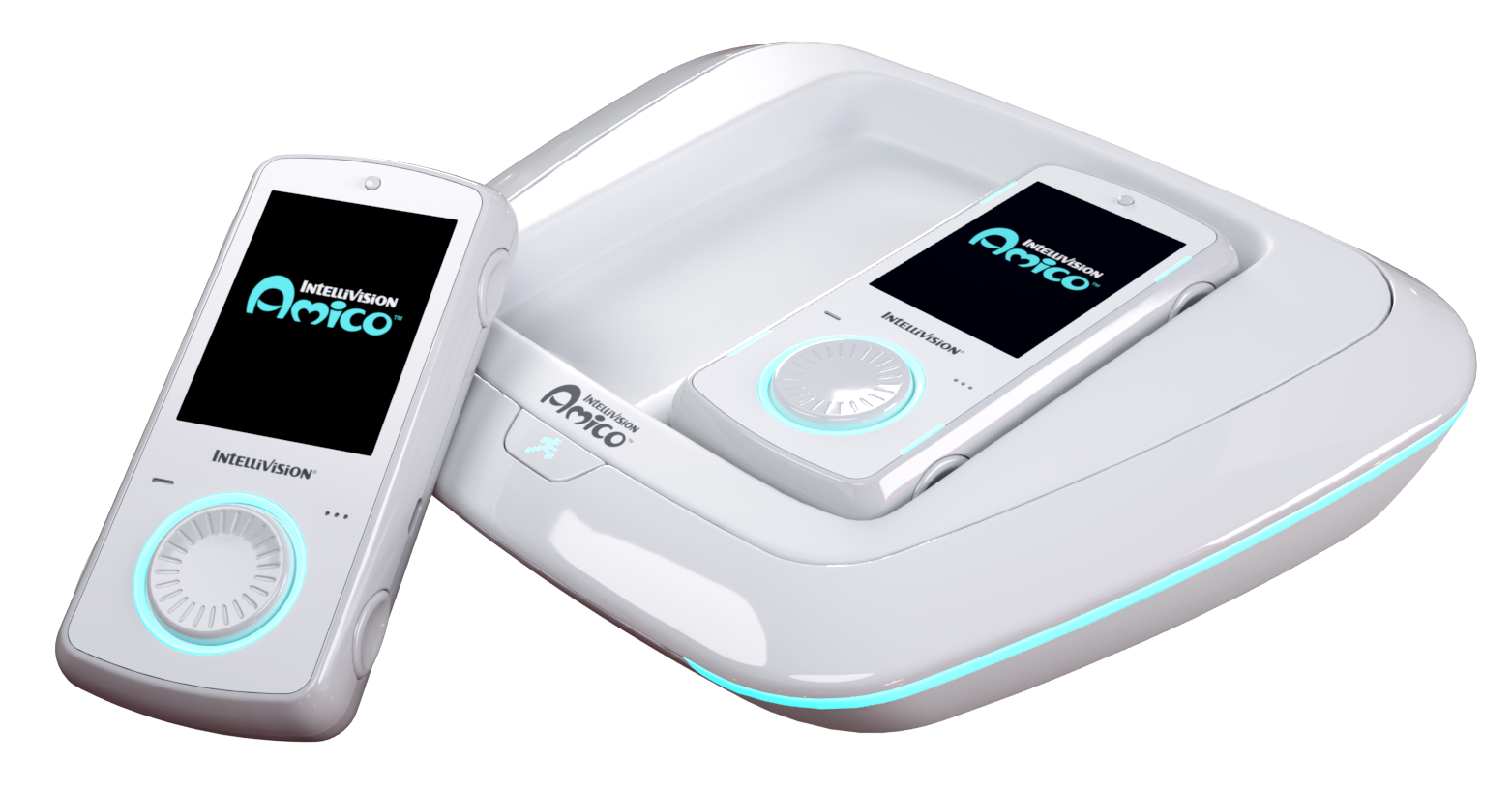
2024?  Amico

## Per a més informació
- Forster, Winnie. The Encyclopedia of Game Machines - Consoles, handheld & home computers 1972–2005.  Gameplan, 2005. ISBN 978-3-00-015359-4. Arxivat 26 de maig 2005 a Wayback Machine.